# 沃迪納鎮區 (明尼蘇達州沃迪納縣)
沃迪納鎮區（英語：Wadena Township）是位於美國明尼蘇達州沃迪納縣的一個行政鎮區。

## 地方資料
沃迪納鎮區的面積為81.21平方千米，當中陸地面積為81.12平方千米，而水域面積為0.09平方千米。根據2020年美國人口普查的數據，當地共有人口907人，而人口密度為每平方千米11.17人。